# هايبريون
هايبريون (بالإغريقية: Ὑπερίων)، المعروف أيضًا باسم زحل 7، هو أحد أقمار زحل، اكتشفه ويليام كرانش بوند وابنه جورج فيليبس بوند وويليام لاسيل في عام 1848. يتميز بشكله غير المنتظم، ودورانه الفوضوي، ومظهر غير المُفسر الشبيه بالإسفنج. إنه أول قمر غير مُدور مُكتشف.

## الاسم
سُمي القمر نسبةً لهايبريون، إله اليقظة والرصد الجبار - الأخ الأكبر لكرونوس، الإله المقابل لزحل في الأساطير اليونانية. يُسمى أيضًا زحل 7.
اكتُشف هايبريون بعد فترة وجيزة من اقتراح جون هيرشل أسماء الأقمار السبعة المعروفة سابقًا لكوكب زحل في كتابه المنشور عام 1847 بعنوان نتائج الرصد الفلكي من رأس الرجاء الصالح. كان وليام لاسيل، الذي رصد هايبريون بعد يومين من رصد ويليام بوند، قد أيد بالفعل مخطط تسمية هيرشل واقترح اسم هايبريون وفقًا له. كما أنه سبق بوند بنشر اكتشافه.

## الخصائص الفيزيائية

### الشكل
هايبريون هو ثاني أكبر الأجرام غير المنتظمة المعروفة (الغير الإهليلجية، أي ليست في حالة توازن هيدروستاتيكي) في النظام الشمسي. يُعتبر قمر بروتيوس الخاص بنبتون أكبر قمر غير منتظم معروف. تبلغ كتلة هايبريون نحو 15% من كتلة ميماس، أخف جرم إهليلجي معروف. يبلغ قطر أكبر فوهة على هايبريون نحو 121.57 كيلومتر (75.54 ميل) ويبلغ عمقها 10.2 كيلومتر (6.3 ميل). التفسير المحتمل للشكل غير المنتظم لهايبريون هو أنه جزء من جرم أكبر تفكك بفعل اصطدام هائل في الماضي السحيق. ربما كان قطر الجرم السابق لهايبريون ما بين 350 و 1000 كيلومتر (220 و 620 ميل). على مدار نحو 1000 عام، اصطدمت المقذوفات الناتجة عن تفكك هايبريون بقمر تيتان بسرعات منخفضة، ما أدى إلى تراكم المواد المتطايرة في غلاف تيتان الجوي.

### التكوين
مثل معظم أقمار زحل، تشير كثافة هايبريون المنخفضة إلى أنه يتكون بشكل كبير من الجليد المائي مع كمية صغيرة فقط من الصخور. يُعتقد أن هايبريون قد يكون مشابهًا لكومة من الأنقاض المتراخية في تكوينه المادي. مع ذلك، على عكس معظم أقمار زحل، يتمتع هايبريون بوضاءة منخفضة (تتراوح بين 0.2 و 0.3)، ما يشير إلى أنه مُغطى بطبقة رقيقة على الأقل من مادة قاتمة اللون. قد تكون نفس المادة من قمر فوبي (الأكثر قتامة) التي تجاوزت قمر إيابيتوس. هايبريون أكثر احمرارًا من فوبي ويطابق لونه لون المادة القاتمة على إيابيتوس.
تبلغ مسامية هايبريون نحو 0.46.

### السمات السطحية
مرت مركبة فوياجر 2 الفضائية عبر نظام زحل، لكنها صورت هايبريون فقط من على بعد مسافة بعيدة. رصدت المركبة فوهاتٍ فردية ونتوءًا جبليًا هائلًا، لكنها لم تكن قادرةً على تحديد تركيب سطح هايبريون. اقترحت الصور المبكرة لمركبة كاسيني المدارية مظهرًا غير عادي للقمر، ولكن لم يتم الكشف عن غرابة هايبريون بالكامل حتى قيام كاسيني بأول تحليق قريب من هايبريون في 25 سبتمبر 2005.
سطح هايبريون مُغطى بفوهات عميقة ذات حواف حادة تعطيه مظهرًا مشابهًا للإسفنجة. تملأ مواد قاتمة الجزء السفلي من كل فوهة. تحتوي المادة المحمرّة على سلاسل طويلة من الكربون و الهيدروجين وتبدو مشابهة جدًا للمواد الموجودة على أقمار زحل الأخرى، وعلى الأخص إيابيتوس. يعزو العلماء مظهر هايبريون غير المعتاد الذي يشبه الإسفنجة إلى حقيقة تمتعه بكثافة منخفضة بدرجة غير عادية مقارنةً بحجمه الضخم. كثافته المنخفضة تجعل هايبريون مساميًا جدًا، مع جاذبية سطحية ضعيفة. تعني هذه الخصائص أن التصادمات النيزكية تميل إلى ضغط السطح، بدلًا من حفره، ومعظم المواد التي تُقذف عن السطح لا تعود أبدًا.
تظهر التحليلات الأخيرة للبيانات التي جمعتها مركبة كاسيني أثناء تحليقها بالقرب من هايبريون في عامي 2005 و 2006 أن نحو 40% من بنيته مُفرغة. اقتُرح في يوليو 2007 أن هذه المسامية تسمح للفوهات بالحفاظ على بنيتها لفترات طويلة جدًا. أكدت التحليلات الجديدة أيضًا أن هايبريون يتكون في الغالب من الجليد المائي مع كمية قليلة جدًا من الصخور.